# الشتات الأذربيجاني
الشتات الأذربيجاني الأذربيجانيون الذين يعيشون خارج أذربيجان.ويعيش أكثر من 10 ملايين أذربيجاني في الخارج.

## حول الشتات في أذربيجان
ويعيش معظم الأذربيجانيين في روسيا والولايات المتحدة وأوكرانيا وكازاخستان وألمانيا وفرنسا.سكان أذربيجان خارج أذربيجان أعلى بكثير من سكان أذربيجان.ويختلف الأذربيجانيون الذين يعيشون في قارات العالم الخمس في بلدانهم في النشاط السياسي والاقتصادي والاجتماعي - الثقافي، فضلا عن أحوالهم وقيمهم الأخلاقية.وتعتبر وحدة الأذربيجانيين آلية لتحقيق إيديولوجية الأذربيجانية، وتستند جميع التدابير المتخذة في هذا المجال إلى هذا الإجراء.

## تاريخي
حتى بداية القرن العشرين والأذربيجانيون الذين انتقلوا إلى روسيا المجاورة كانوا يعرفون باسم «التتار» وأولئك الذين استقروا في تركيا كانوا يعرفون باسم «الفولكلور الأذربيجاني».وكانت عملية إدخال الأذربيجانيين الذين يعيشون في أراضي إيران الحديثة «العشيرة الإيرانية» مستمرة.وقد اعتبر الأذربيجانيون الذين يعيشون في الخارج جزءا من المغتربين الروس والتركيين والفارسيين، مما أدى إلى تهديدات الأذربيجانيين بالاستيعاب بين المغتربين من دول أخرى.ومع ذلك، وعلى الرغم من المشاكل والصعوبات، فإن الأذربيجانيين حافظوا دائما على هويتهم الوطنية وتقاليدهم وقيمهم الأخلاقية والأخلاقية، وفقدوا صلاتهم مع الوطن الأم التاريخي.
- يعيشون في آسيا - أما ثالث أكبر جزء من الشتات الأذربيجاني فيستقر في آسيا.ويصل عددهم إلى عشرات الالاف في بنجلاديش والهند وأفغانستان وباكستان والأردن وآسيا الوسطى ومئات الالاف في اندونيسيا واليمن واليمن والصين والإمارات وعمان والسعودية وسوريا وحوالى مليون في العراق.
- يعيشون في أوروبا - ثاني أكبر قارة في أوروبا هو الموقع الجغرافي وتكوين الشتات الأذربيجاني.واستنادا إلى الاحصاءات الاخيرة فان عدد الاذربيجانيين الاوروبيين في تركيا وروسيا يبلغ عشرات الالاف في بولندا واسبانيا والنمسا والبانيا وفنلندا والبرتغال وفرنسا وفرنسا وإيطاليا والسويد والمجر وفرنسا وإيطاليا. أكثر من عشرة آلاف. ويتراوح عدد الأذربيجانيين المقيمين في بلدان غربية أخرى بين 000 2 و 000 10 شخص على معظم الأذربيجانيين الذين يعيشون في هولندا وبلجيكا والدنمارك وسويسرا وألمانيا هم أذربيجانيون انتقلوا من تركيا.إن مواطن من بريطانيا العظمى وجمهورية التشيك وسلوفاكيا وبولندا والنمسا واستونيا وبيلاروسيا وروسيا وأوكرانيا ومولدوفا وفرنسا هم مهاجرون من إيران وأذربيجان.
- يعيشون في أمريكا - واستقر الأذربيجانيون في الأجزاء الشمالية والوسطى والجنوبية من القارة الأمريكية.ويصل عددهم إلى مليون في الولايات المتحدة و 12 الفا في الأرجنتين و 75 الف في البرازيل و 170 الف في كندا و 27 الفا في المكسيك.استقر الأذربيجانيون في الأمريكتين في هندوراس وغواتيمالا وبيرو وغيرها.[2]
- يعيشون في أستراليا - وهناك تقارير عن قرابة 000 10 أذربيجاني يعيشون في القارة الأسترالية.
- يعيشون في أفريقيا -ويقدر عدد الأذربيجانيين الذين يعيشون في القارة الأفريقية بمئات الآلاف في مصر والجزائر و 17,000 في السودان.ويقدر عدد الأذربيجانيين الذين يعيشون في القارة الأفريقية بمئات الآلاف في مصر والجزائر و 17,000 في السودان.وبعبارة أخرى، هذه الفكرة هي الأساس الفلسفي والنظري لوحدة العالم الأذربيجاني؛ وتسعى الدولة الأذربيجانية إلى تنفيذ وحدة العالم الأذربيجاني، والواقع الاقتصادي والسياسي الراهن، فضلا عن واقع العمليات الاجتماعية والسياسية في العالم؛ إن الدولة الأذربيجانية هي بمثابة الارتباط السياسي للأذربيجانيين الذين يعيشون في جميع أنحاء العالم، وتقدر دائما مشاركتهم في حل التحديات التي يواجهونها؛ ولتحقيق هذا الهدف، أولي اهتمام كبير لتركيز المجتمعات والرابطات العاملة في مناطق مختلفة في الماضي، وستستمر هذه الاستراتيجية؛ وثمة جانب هام آخر من جوانب الدولة الأذربيجانية يتمثل في إقامة رابطة روحية - أيديولوجية بين شعوبنا، وتعزيز الروابط بين الطوائف وإزالة الحواجز السياسية والنفسية القائمة في هذا المجال؛

## مرحلة البناء
- وتعتبر أذربيجان وحدة أذربيجانيين العالم ضرورة تاريخية طبيعية في سياق المصالح الوطنية ومصالح الدولة
- إن مسألة وحدة الأذربيجانيين الأذربيجانيين تعتبر آلية لتحقيق إيديولوجية الأذربيجانية، وجميع الأعمال التي تقوم بها في هذا المجال تقوم على هذا العمل، وبعبارة أخرى، فإن هذه الفكرة هي الأساس الفلسفي النظري لوحدة الأذربيجانيين في العالم؛
- وتسعى الدولة الأذربيجانية إلى تنفيذ وحدة العالم الأذربيجاني، والواقع الاقتصادي والسياسي الراهن، فضلا عن واقع العمليات الاجتماعية السياسية في العالم؛
- إن تضامن الأذربيجانيين في العالم عامل أساسي يضمن السلامة الأيديولوجية والوحدة الوطنية للشعب الأذربيجاني بأسره وهو أحد الاتجاهات الرئيسية لسياسة الدولة؛
- إن الدولة الأذربيجانية هي بمثابة الارتباط السياسي للأذربيجانيين الذين يعيشون في جميع أنحاء العالم، وتقدر دائما مشاركتهم في حل التحديات التي يواجهونها؛
- إن توحيد المجتمعات والنقابات العاملة في مختلف البلدان هو أحد المبادئ الأساسية للوحدة المشتركة بين الأذربيجانيين في العالم.ولتحقيق هذا الهدف، أولي اهتمام كبير لتركيز المجتمعات والجمعيات العاملة في مناطق مختلفة خلال الفترة الماضية، وستستمر هذه الاستراتيجية؛
- وثمة جانب هام آخر من جوانب الدولة الأذربيجانية يتمثل في إقامة رابطة روحية - أيديولوجية بين شعوبنا، وتعزيز الروابط بين الطوائف وإزالة الحواجز السياسية والنفسية القائمة في هذا المجال؛
- ويعد الحفاظ على الهوية القومية الثقافية لأذربيجان والتقاليد التاريخية من أكثر القضايا إلحاحا في المرحلة الحديثة من بناء الشتات، وتتخذ الدولة التدابير المناسبة في هذا المجال؛
- إن الوطن الأم التاريخي هو واحد من أهم مبادئ تنظيم الأذربيجانيين في العالم، وتعزيز هذه العلاقات ليس فقط على الجوانب الثقافية والسياسية والنفسية بل أيضا الجوانب الاقتصادية؛

## يوم التضامن
31 كانون الأول / ديسمبر هو يوم الوحدة العالمية للأمة الأذربيجانية.وتؤدي هذه العطلة دورا هاما في إقامة اتصالات مع الأذربيجانيين الذين يعيشون في بلدان مختلفة، مما يخلق التضامن والتضامن فيما بينهم.وتؤدي هذه العطلة دورا هاما في إقامة اتصالات مع الأذربيجانيين الذين يعيشون في بلدان مختلفة، مما يخلق التضامن والتضامن فيما بينهم. 31 كانون الأول / ديسمبر يحتفل الأذربيجانيون بأكثر من 70 بلدا في جميع أنحاء العالم باليوم العالمي لتضامن أذربيجان.أصبح يوم التضامن أهم عطلة بالنسبة إلى الشتات الأذربيجاني، وذهب العام الجديد إلى الخطة الثانية.وحتى الأذربيجانيين لم يكن لديهم يوم التضامن، ولكن أيضا يحتفل ممثلو الشتات في أذربيجان، المولودين في أذربيجان وترعرعت بهم.

## العالم أزيري
| بلد                      | عدد        |
| ------------------------ | ---------- |
| مجموع                    | 55 000 000 |
| إيران                    | 30 000 000 |
| أذربيجان                 | 9 500 000  |
| تركيا                    | 4 500 000  |
| روسيا                    | 4 000 000  |
| العراق                   | 1 500 000  |
| أمريكي                   | 1 250 000  |
| مصر                      | 900 000    |
| جورجيا                   | 750 000    |
| باكستان                  | 650 000    |
| أوكرانيا                 | 520 000    |
| الأردن                   | 450 000    |
| كندا                     | 350 000    |
| الهند                    | 340 000    |
| ألمانيا                  | 300 000    |
| الجزائر                  | 280 000    |
| بنغلاديش                 | 175 000    |
| بريطانيا                 | 170 000    |
| كازاخستان                | 100 000    |
| سوريا                    | 95 000     |
| البرازيل                 | 75 000     |
| فرنسا                    | 70 000     |
| بلغاريا                  | 65 000     |
| يمني                     | 62 000     |
| أوزبكستان                | 60 000     |
| دانماركي                 | 60 000     |
| الأمارات العربية المتحدة | 55 000     |
| النرويج                  | 50 000     |
| أفغانستان                | 50 000     |
| تركمانستان               | 45 000     |
| رومانيا                  | 45 000     |
| أندونيسيا                | 44 000     |
| المملكة العربية السعودية | 40 000     |
| ايطاليا                  | 33 000     |
| الصينية                  | 30 000     |
| هنغاريا                  | 27 000     |
| المكسيكي                 | 27 000     |
| النمسا                   | 19 000     |
| الكويت                   | 19 000     |
| عمان                     | 19 000     |
| سودان                    | 17 000     |
| قرغيزستان                | 16 000     |
| طاجيكستان                | 14 000     |
| إسبانيا                  | 14 000     |
| بلجيكا                   | 13 000     |
| يونان                    | 13 000     |
| بولندا                   | 12 000     |
| فنلندا                   | 12 000     |
| ألبانيا                  | 12 000     |
| Argentina                | 12 000     |
| اليابان                  | 10 000     |
| أستراليا                 | 8 000      |
| بورما                    | 8 000      |
| البرتغال                 | 7 000      |
| البيلاروسية              | 7 000      |
| يوغوسلافيا               | 6 000      |
| منغوليا                  | 5 000      |
| مولدوفا                  | 5 000      |
| لاتفيا                   | 4 000      |
| أيرلندا                  | 4 000      |
| استونيا                  | 3 000      |
| مالطا                    | 2 500      |
| ليتوانيا                 | 2 000      |
| الجمهورية التشيكية       | 2 000      |
| سلوفاكيا                 | 2 000      |
| اللغة السويدية           | 2 000      |
| البوتان                  | 1 500      |